# Peine de mort au Pakistan
La peine de mort au Pakistan est une sanction légale. Bien qu'il y ait eu de nombreux amendements à la Constitution, il n'y a toujours pas de disposition interdisant la peine de mort comme moyen de punition,.
Un moratoire sur les exécutions a été imposé en 2008. Aucune exécution n'a eu lieu de 2009 à 2011, avec 1 en 2012 et 0 en 2013. Le moratoire a été entièrement levé après le massacre de 132 étudiants et 9 membres du personnel de l'Army Public School and Degree College Peshawar, et les exécutions de routine ont repris. Le Pakistan a procédé à 7 exécutions en 2014, 326 en 2015, 87 en 2016, 65 en 2017 et 14 en 2018. La pendaison est la seule méthode d'exécution légale.

## Légalité par la Constitution
La Constitution du Pakistan de 1973 est divisée en douze parties et compte 280 articles. Ce document fondamental affirme les droits et la protection des individus, tels que le statut des femmes, le droit à un procès équitable et le droit à la vie. Néanmoins, malgré le droit fondamental à la vie inscrit dans sa Constitution, la Cour est compétente pour condamner une personne à mort. La partie 6 de la Constitution donne à la Cour le droit de déclarer un individu coupable de tout crime passible de mort en vertu du Code pénal (Loi XLV de 1860), ou de toute autre loi pertinente.
Néanmoins, la Constitution contient un préambule vif qui déclare que le Pakistan doit suivre et fonctionner selon les lois et l'enseignement islamiques. Tout en conservant les principes démocratiques inscrits dans l'article 1 de la Déclaration universelle des droits de l'homme, selon lequel tous les hommes sont créés égaux et doivent donc être jugés de la même manière en vertu de la loi nationale, la Constitution est un équilibre entre deux mondes, islamique et non-islamique. L'article 31 de la Constitution parle du "mode de vie islamique", tandis que la partie 9 contient des dispositions islamiques.

## L'opinion islamique sur la peine capitale
En tant qu'État islamique, le système juridique pakistanais s'inspire des lois islamiques. Le Coran 6:151 stipule que « ...ne prenez pas la vie, que Dieu a rendue sacrée, sauf par la voie de la justice et de la loi. C'est ainsi qu'Il vous ordonne, afin que vous appreniez la sagesse »,,. Ce passage du Coran, tout en accordant le droit à la vie, permet également que la vie des individus ne soit prise que « par voie de justice et de loi ». De même, dans la tradition prophétique, `Abdullah ibn Masud rapporte que Muhammad a dit : « Le sang d'un musulman qui confesse que nul n'a le droit d'être adoré si ce n'est Allah et que je suis son apôtre, ne peut être versé que dans trois cas : Dans le Qisas pour un meurtre, une personne mariée qui commet des rapports sexuels illégaux et celui qui se détourne de l'Islam (apostat) et quitte les musulmans. » (Sahih Bukhari 6878, Sahih Muslim 1676).
De nombreux musulmans pensent que la peine capitale est une sentence sévère qui peut être ordonnée par un tribunal pour les crimes suffisamment graves. Le meurtre est un exemple de crime considéré comme une violation majeure de la plupart des doctrines religieuses, et est puni de mort dans de nombreux pays, dont le Pakistan,.

## Crimes passibles de la peine de mort
Le Code pénal pakistanais contient 27 délits différents passibles de la peine de mort, dont le blasphème, le viol, les relations sexuelles hors mariage, l'atteinte à la pudeur des femmes et la contrebande de drogues. Ce Code tire son origine du Code pénal indien (en), après plusieurs amendements de différents gouvernements au Pakistan, le Code est maintenant un mélange de droit islamique et anglais. Ce Code fournit des explications, des définitions et des punitions pour tous les types de délits.
La section 302 du Code régit la punition pour le meurtre, également connu sous le nom de Qatl-i-amd, qui est ensuite divisé en trois catégories. La première, qui traite de la mort en tant que qisas, est le mot islamique qui signifie rétribution, ce qui permet à l'État de prendre la vie d'une personne pour un meurtre, ce qui est également connu comme une loi de représailles égales, du type œil pour œil. Le deuxième type de loi, selon la section 302, est le ta'zir, c'est-à-dire la mort ou l'emprisonnement. Ce mot est un terme juridique islamique faisant référence à une infraction punissable à la discrétion d'un juge ou de l'État. Le troisième type est toute peine d'emprisonnement. Le Code punit également tout acte de viol de la mort ou d'une peine d'emprisonnement d'au moins dix ans, selon la "gravité" du cas.
La section 376 stipule que si et quand l'acte de viol est commis par deux ou plusieurs individus avec une intention commune, comme les viols collectifs, les criminels sont passibles de la mort ou de la prison à vie.
Bien que dans de nombreux pays, les insultes ou la diffamation d'une religion comme l'islam ne constituent pas un crime, au Pakistan, c'est l'un des plus grands crimes que l'on puisse commettre. Le blasphème est considéré comme un crime non seulement en vertu du Code mais aussi en vertu de la loi islamique. Ce point est controversé, car de nombreuses personnes pensent que le blasphème ne devrait pas être punissable car il viole la liberté d'expression fondamentale. Le Code traite des peines et des délits relatifs à la religion dans les sections 295B et C. La sous-section B punit de la prison à vie toute diffamation du Saint Coran. La sous-section C punit de la peine de mort ou de l'emprisonnement à vie toute parole ou tout écrit visant directement ou indirectement au profaner le « nom sacré du prophète Mahomet ». Les autres crimes passibles de la peine de mort sont les Fasad (en) fil-ardh, c'est-à-dire toute infraction de trahison (il peut s'agir d'une personne qui quitte l'islam pour rejoindre des religions étrangères afin de combattre l'islam), les actes homosexuels (interdits par les lois et les enseignements islamiques) et la piraterie sous toutes ses formes. L'islam autorise la peine de mort pour toute personne qui menace de saper l'autorité ou de déstabiliser l'État.

### Droit international
L'un des premiers traités internationaux à limiter la peine de mort a été la Convention de Genève de 1929, qui restreignait la mort aux prisonniers de guerre capturés dans le cadre d'un conflit armé. Le Pacte international relatif aux droits civils et politiques a été adopté dans le but de limiter la peine de mort aux « crimes les plus graves », conformément au droit des États. Bien que l'article 6 du PIDCP n'interdise pas expressément la peine capitale, le Comité des droits de l'homme a déclaré que sa rédaction « suggère fortement que son abolition est souhaitable ». Malgré l'absence d'une telle obligation, le mouvement en faveur de l'abolition de la peine de mort dans le monde s'est rapidement développé au cours des soixante dernières années, en particulier depuis la Déclaration des droits de l'homme des Nations unies. Au début du XXe siècle, seuls le Costa Rica, Saint-Marin et le Venezuela avaient définitivement aboli la peine de mort. À l'heure actuelle, 133 pays ont aboli la peine de mort en droit ou en pratique.

## Deuxième protocole facultatif au PIDCP
Le Conseil économique et social des Nations unies a publié les Garanties pour la protection des droits des personnes passibles de la peine de mort, et a tenté de définir la signification du « crime le plus grave » en 1984. Il affirme que ce type de crime ne devrait pas aller au-delà des crimes internationaux aux conséquences mortelles ou graves. Cependant, comme indiqué ci-dessus, chaque État a des points de vue différents sur ce qui constitue une infraction pénale grave pour leur nation.

## Moratoire 2008-2014
La Constitution pakistanaise habilite le président à gracier ou à remettre les condamnations. Le gouvernement du Parti du peuple pakistanais, dont l'ancienne présidente Benazir Bhutto était une opposante notoire à la peine de mort, est arrivé au pouvoir en mars 2008 et a installé son président, Asif Ali Zardari, le 9 septembre 2008. Dès son entrée en fonction, il a décrété un moratoire indéfini sur les exécutions. Entre cette période et décembre 2014, une personne a été exécutée. Muhammad Hussain, un soldat reconnu coupable du meurtre de son officier supérieur, a été pendu à la prison centrale de Mianwali (en) en novembre 2012. Les militants des droits de l'homme ont déclaré que son cas était probablement une exception puisqu'il avait été condamné par un tribunal militaire,.
Le 16 décembre 2014, après l'attaque de l'école de Peshawar, au cours de laquelle les talibans pakistanais ont assassiné 132 enfants et au moins neuf autres personnes, les autorités ont annoncé que le moratoire serait levé pour les affaires de terrorisme. Les exécutions ont immédiatement repris, et des dizaines d'autres ont suivi.
Finalement, le 10 mars 2015, le Pakistan a entièrement levé le moratoire sur le recours à la peine capitale dans le pays.

## Critiques internationales

### Amnesty International
Amnesty International affirme qu'au moins 8 200 prisonniers étaient sous le coup de la peine de mort à la fin de l'année 2014 et qu'on pensait qu'au moins 8 500 étaient dans le couloir de la mort en juin 2015. En octobre 2015, le ministre d'État à l'Intérieur Muhammad Baligh Rahman a déclaré au Sénat qu'il y avait 6 016 condamnés à mort dans le pays, mais il n'est pas certain qu'il se référait uniquement aux détenus dont la condamnation à mort avait été finalisée en appel. Amnesty a également allégué que depuis la levée d'un moratoire de six ans sur les exécutions, le gouvernement pakistanais en a procédé à plus de 400. Amnesty a constaté que non seulement il s'agit d'une violation du droit à la vie, mais qu'en de nombreuses occasions, la peine capitale est généralement prononcée à l'issue d'un procès inéquitable par les tribunaux militaires et civils.

### Centre de ressources juridiques asiatiques
Dans un article récent, « Pakistan : Government Undermine The People's Right to Life », l'Asian Legal Resource Center (ALRC) a fait part de ses inquiétudes au Conseil des droits de l'homme des Nations unies concernant la violation manifeste par le gouvernement pakistanais de l'article 6 du Pacte international relatif aux droits civils et politiques (PIDCP). Pourtant, les tribunaux civils et militaires du pays condamnent des personnes sans respecter la procédure régulière. Même la façade de l'État de droit a été reléguée au second plan, l'État tâtonnant dans l'obscurité pour dissuader le terrorisme par la terreur judiciaire et quasi judiciaire. Ils affirment que le gouvernement pakistanais ne respecte pas les principes internationaux ou les instructions relatives aux « crimes les plus graves » lorsqu'il ordonne le meurtre de personnes vulnérables, généralement pour les crimes les plus minables. Selon l'organisation Human Rights Watch, en 2016, 85 personnes ont été exécutées.